# Pine Lake (Arizona)
Pine Lake – jednostka osadnicza w Stanach Zjednoczonych, w stanie Arizona, w hrabstwie Mohave.